# Forvika
Forvika est une localité du comté de Nordland, en Norvège.

## Géographie
Administrativement, Forvika fait partie de la kommune de Vevelstad.